# Calanthe angustifolia
Calanthe angustifolia là một loài thực vật có hoa thuộc họ Lan. Loài này được Carl Ludwig Blume mô tả khoa học đầu tiên năm 1825.